# Municipio de Hamilton (condado de Delaware)
El municipio de Hamilton (en inglés: Hamilton Township) es un municipio ubicado en el condado de Delaware en el estado estadounidense de Indiana. En el año 2010 tenía una población de 7206 habitantes y una densidad poblacional de 93,43 personas por km².

## Geografía
El municipio de Hamilton se encuentra ubicado en las coordenadas 40°16′12″N 85°23′20″O / 40.27000, -85.38889. Según la Oficina del Censo de los Estados Unidos, el municipio tiene una superficie total de 77.13 km², de la cual 76.93 km² corresponden a tierra firme y (0.25%) 0.19 km² es agua.

## Demografía
Según el censo de 2010, había 7206 personas residiendo en el municipio de Hamilton. La densidad de población era de 93,43 hab./km². De los 7206 habitantes, el municipio de Hamilton estaba compuesto por el 95.5% blancos, el 1.94% eran afroamericanos, el 0.19% eran amerindios, el 0.74% eran asiáticos, el 0.01% eran isleños del Pacífico, el 0.25% eran de otras razas y el 1.36% pertenecían a dos o más razas. Del total de la población el 1.08% eran hispanos o latinos de cualquier raza.